# Nobuyuki Kato
Nobuyuki Kato, född 2 januari 1920 i Japan, är en japansk tidigare fotbollsspelare.